# Herman van der Spek
Herman van der Spek (1928 - Hoevelaken, 16 augustus 1997) was een Nederlands journalist.
Het bekendst werd hij in de jaren zeventig en tachtig als vaste verslaggever op locatie voor het NOS Journaal. Daarnaast was hij ook interviewer van onder meer politici. Opvallend in die tijd was dat hij bij een interview op locatie altijd met zijn rug in beeld te zien was en zijn gezicht dus nooit te zien was.